# La Famille de l'antiquaire
La Famille de l'antiquaire ou La Belle-Mère et la bru (La famiglia dell'antiquario ossia La suocera e la nuora est une pièce de théâtre en 3 actes de Carlo Goldoni de 1749, jouée pour la première fois en 1750. La pièce est aussi traduite sous le titre La Famille du collectionneur ou La Belle-Mère et la bru.
L'action se déroule à Palerme.